# Ramón Fernández (baloncestista)
Ramón Sadaya Fernández ; nacido el 3 de octubre de 1953) es un exjugador de baloncesto profesional filipino y actual comisionado de la Comisión de Deportes de Filipinas. A menudo, los analistas titulares lo consideran el mejor jugador que jamás haya jugado en la Asociación de Baloncesto de Filipinas.

## Carrera
Fernández jugó baloncesto universitario para la Universidad de San Carlos . También fue miembro del equipo nacional de baloncesto de Filipinas en el Campeonato Asiático Juvenil de 1972 en Manila y ganó el Campeonato Asiático de Baloncesto de 1973 con el equipo nacional.
En 1975 Fernández se convirtió en profesional cuando se fue a jugar con los Toyota Super Corollas en el primer año después de la formación de la PBA . Jugó con jugadores como Robert Jaworski y Abe King en un equipo que ganó nueve títulos de la PBA durante el tiempo que Fernández estuvo allí. Cuando se renunció a Toyota al final de la temporada de 1983 , jugó para Beer Hausen desde la temporada de 1984 hasta mediados de la temporada de 1985 , luego se mudó al Tanduay Rhum Masters. Con Tanduay volvió a ganar tres campeonatos. Después de que ese equipo se disolvió al final de la temporada de 1988, Purefoods Corporation compró los derechos de franquicia. Fernández se convirtió en entrenador de juego de Purefoods Hot Dogs. Llevó a Purefoods a un lugar final en la Conferencia Abierta. En la posterior Conferencia All-Filipino, entregó sus deberes de entrenador a su asistente. Purefoods volvió a llegar a la final, pero perdió ante Añejo Rum. Una polémica sustitución en la final le hizo decidirse por el traspaso inmediato a San Miguel Beermen . Con San Miguel ganó diez campeonatos más de la PBA desde 1988 hasta su última temporadas. Después de la temporada de 1994 Fernández se vio obligado a retirarse debido a las lesiones.
En 20 temporadas de la PBA, hizo 18,996 puntos y ocupa el primer lugar en la lista de jugadores de la PBA de todos los tiempos con más puntos . Llegó a la final de un campeonato de la PBA 33 veces. Ganó 19 campeonatos, lo que lo convierte en el jugador con más campeonatos en la historia de la PBA. Fernández fue incluido en el Equipo Mítico de la PBA trece veces. La última vez en 1992. En el 2000, Fernández fue honrado con el premio PBA 25 Greatest Players Award.
Después de su carrera deportiva activa, se postuló para un escaño en el Senado de Filipinas en nombre de la Coalición Popular Nacionalista en las elecciones de 1995 . Recibió más de 3,5 millones de votos y terminó en el puesto 18, insuficiente para uno de los doce escaños disponibles. En 1998, Fernández fue nombrado primer comisionado de la nueva liga de baloncesto MBA . El MBA se suspendió en 2002. Más tarde, en 2003, se desempeñó como Comisionado de la Liga de Campeones Colegiados de Filipinas , una competencia para los Colegios de Filipinas y en 2004, se desempeñó como Comisionado de la Liga Regional Unida de Baloncesto, una liga regional que existió por solo un año.
Por esa época, Fernández también inició su propio negocio con su esposa Karla. Comenzaron a producir su propia marca de vinagre. Lo que comenzó como un proyecto de pasatiempo se convirtió en algo más grande. En 2008, Fernández y su esposa firmaron un contrato con Profood International Corporation, que se convirtió en el productor y distribuidor exclusivo del vinagre. En un principio el vinagre se vendía con el nombre de Suka ni Tisoy , posteriormente este se cambió a Suka ni El Presidente , utilizando su apodo con el que se dio a conocer a lo largo de su carrera en la PBA.

## Premios
- Campeón de Asia 1973
- Subcampeón de los Juegos Asiáticos de 1990
- Jugador Más Valioso de la PBA (1982, 1984, 1986, 1988)
- 6 veces All-Star de la PBA